# Villeroy (Somma)
Villeroy – miejscowość i gmina we Francji, w regionie Hauts-de-France, w departamencie Somma.
Według danych na rok 2011 gminę zamieszkiwało 214 osób, a gęstość zaludnienia wynosiła 35 osób/km² (wśród 2293 gmin Pikardii Villeroy plasuje się na 788. miejscu pod względem liczby ludności, natomiast pod względem powierzchni na miejscu 784.).